# Museo de Soldaditos de Plomo L’Iber

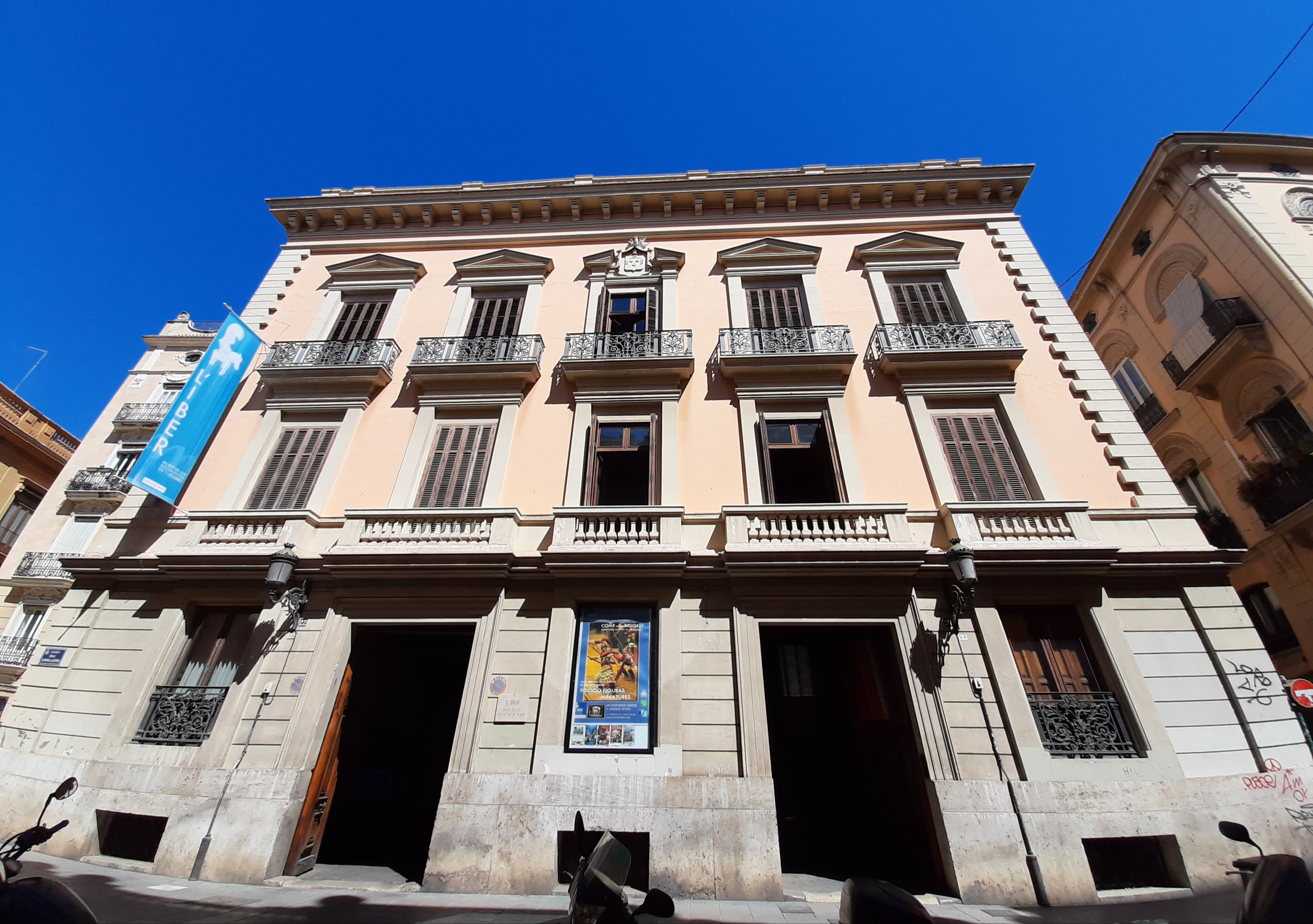
Fachada de L'iber, Museo de los soldaditos de plomo

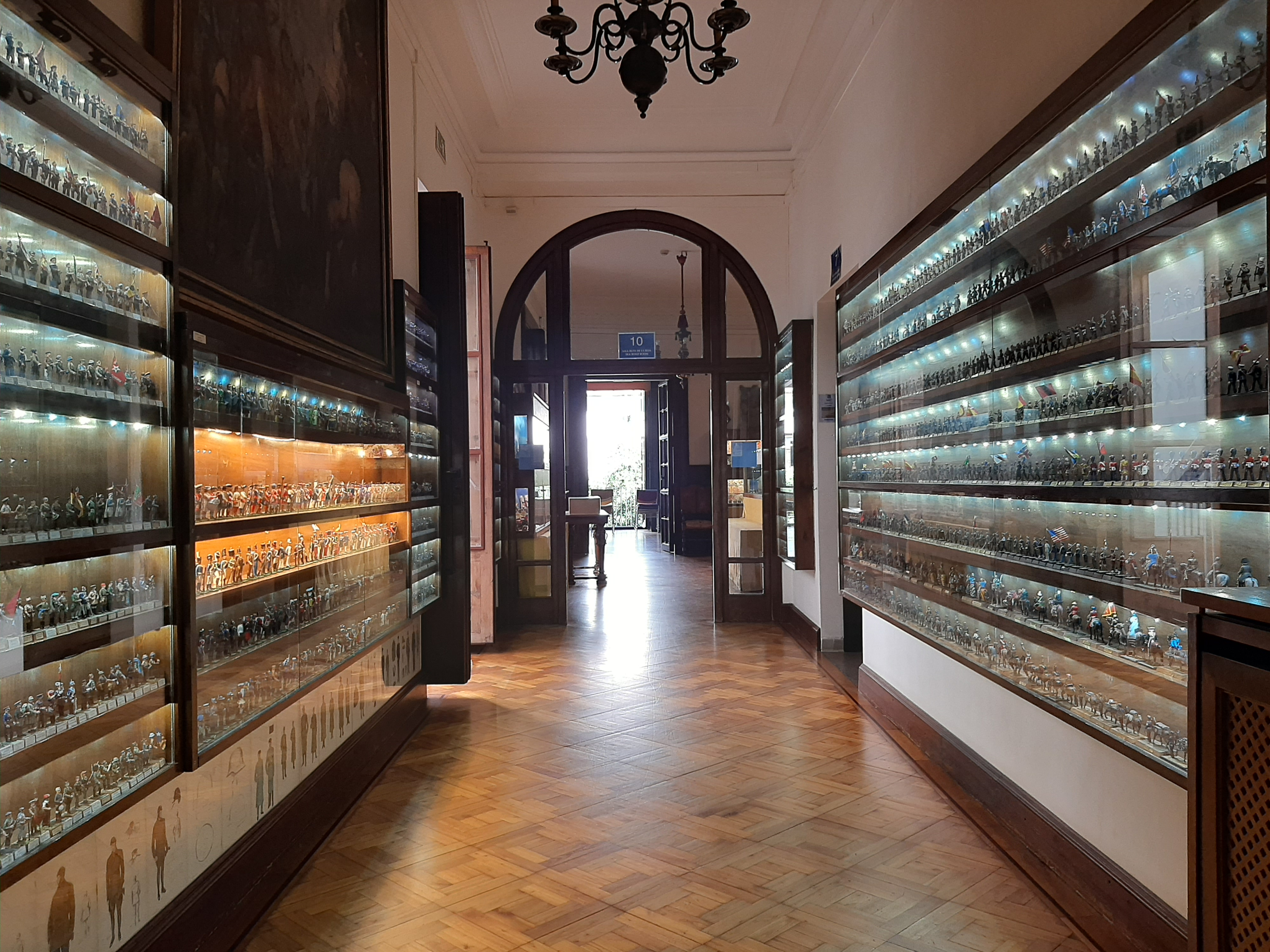
Esta sala es un homenaje a la industria valenciana del juguete y en particular del soldadito de plomo que fue un sector económico de cierta importancia desde los años sesenta hasta los ochenta. Asimismo, se ha querido honrar a diversos creadores de figuras históricas en miniatura de origen valenciano

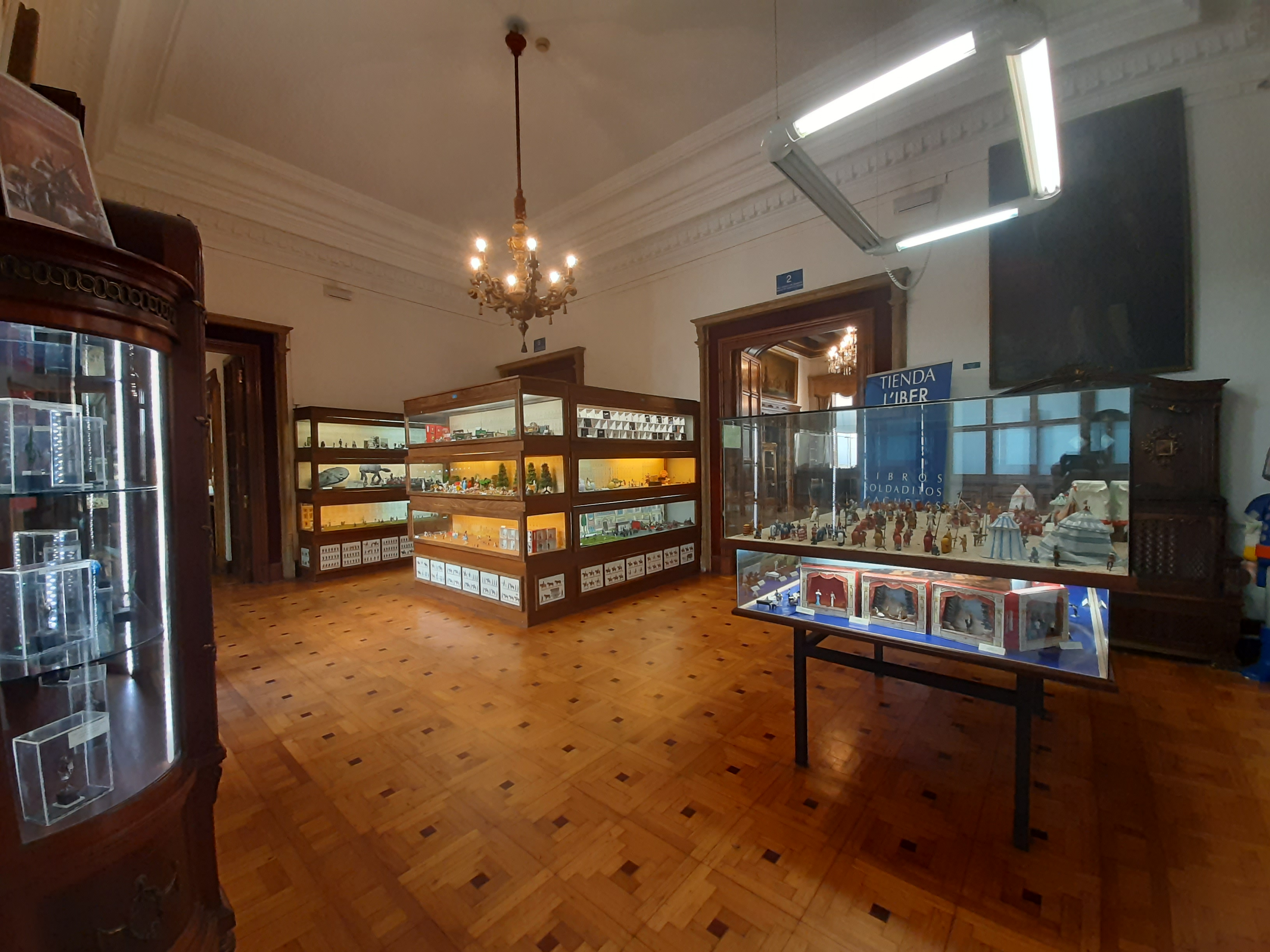
La Sala de Tirant Lo Blanch, la primera al acceder al museo, es uno de los varios ejemplos de que en el museo L’Iber no todos los soldaditos representan escenas bélicas. Las miniaturas de esta sala van más allá de la historia de los acontecimientos para entrar en la de los mitos y los simples hechos de cada día

El museo de los soldaditos de plomo L'Iber está ubicado en la calle Caballeros número 20-22, en el casco antiguo de la ciudad de Valencia (España).

## Historia
Está ubicado en el palacio de los Marqueses de Malferit, una casa señorial de finales del siglo XIV o principios del siglo XV que desde sus orígenes ha estado habitado y remodelado según las modas y las nuevas necesidades de los habitantes pero que desde los años cincuenta quedó fijado y ha sido solo adaptado a necesidades museísticas.  Este museo inaugurado en 2007 debe su creación a la fundación privada del grupo Libertas 7 que pertenece a la familia Noguera. Abrió sus puertas en un primer momento con siete salas y una pequeña parte del total de los fondos de la colección, estimada en más de un millón de piezas de soldaditos de plomo.
El museo se ha convertido, además, en un referente cultural en la ciudad de Valencia donde se realizan conferencias, presentaciones de libros, talleres infantiles y viajes culturales.
Más de veinticinco años fueron necesarios para abrir el que hoy se puede considerar sin lugar a dudas como el mayor y más completo museo de figuras históricas en miniatura del mundo, tanto por el número de piezas, como por la variedad de marcas y su calidad, tal como reconoció el World Record Academy.
Dicha colección es fruto de la afición de 'Álvaro Noguera Giménez, empresario valenciano que falleció en 2006 cumpliendo así su sueño de infancia. El actual director es su hijo Alejandro Noguera Borel, Doctor en Historia y arqueólogo.

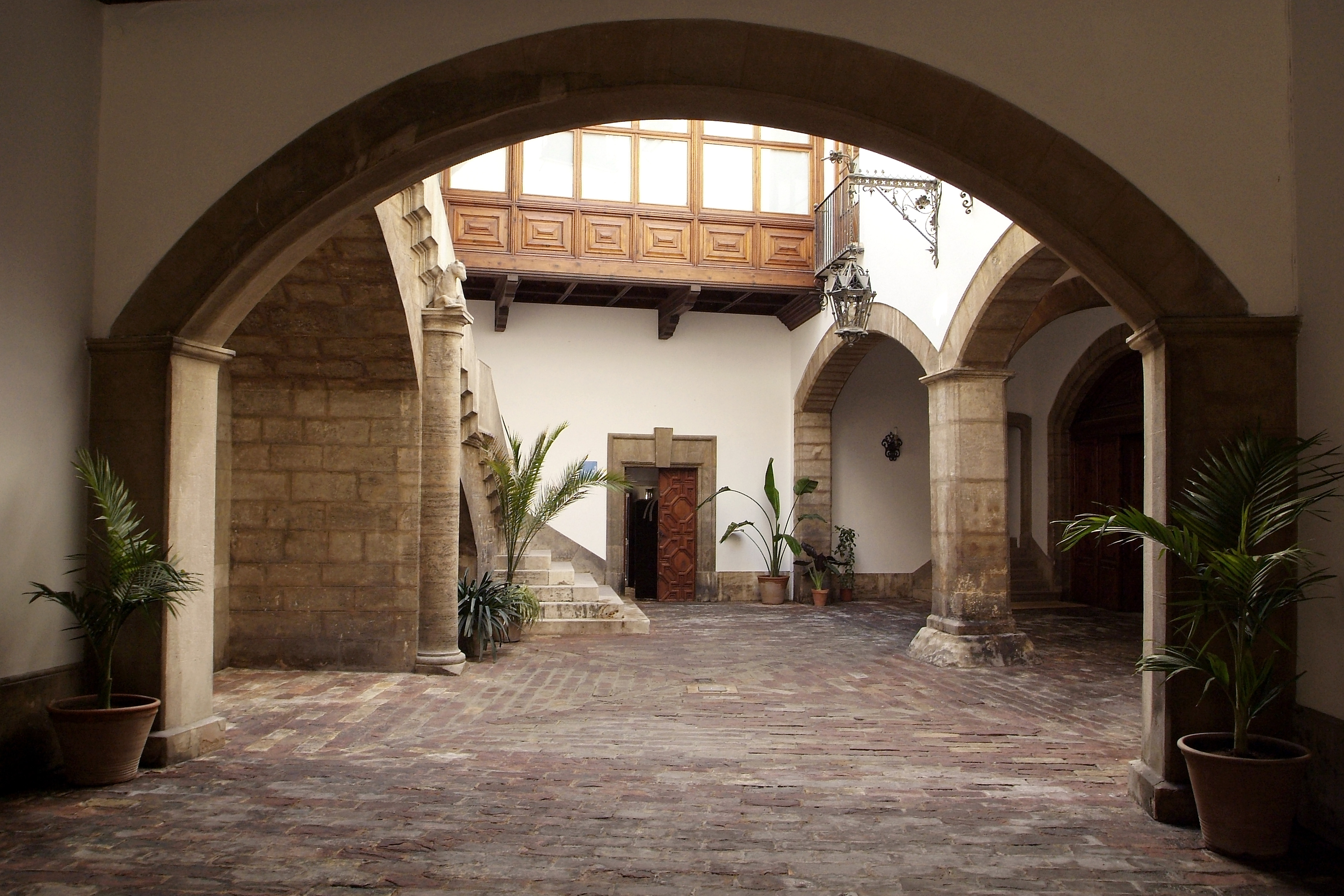
Patio gótico. Palacio de Malferit

## Exposiciones
El museo expone hoy en día más de 95 000 piezas al público y crece día a día. El resto de los fondos se muestra progresivamente en las exposiciones temporales que realizamos. Fue inaugurado el 15 de mayo de 2007 y hoy cuenta con 16 salas de exposición permanente, diversas salas de exposiciones temporales, reservas visitables, tiendas, zonas para eventos y bibliotecas en más de 3000 m². Tras pocos años de apertura esta iniciativa privada constituye uno de los museos más visitados de la Comunidad Valenciana.
Las diferentes salas de exposición se dividen por temáticas: Prehistoria, Antigüedad, Almansa, Siglos XX y XXI, Abrazo de Vergara, Victoria Eugenia, Colecciones valencianas, Sala Napoleónica, Sala de la Edad Media, Tirant, Sala de Conferencias y Vida Cotidiana. Además, cuenta con una sala de Exposiciones temporales que actualmente expone "Una Historia Americana" hasta octubre de 2016.
- La serie de Guardias Españolas. A lo largo de tres salas, "Tirant", "Victoria Eugenia" y "Almansa", se inicia un recorrido por la historia de España a través de las guardias personales de los jefes de Estado españoles, desde Felipe III hasta Juan Carlos I, representadas en más de 25 000 figuras.
- Recreación de la Batalla de Almansa

Una de las estrellas de la gran exposición que revive sobre una maqueta con más de 9000 figuras. Recreándose con absoluto rigor histórico en el que se pueden apreciar pequeños detalles como las hojas que se colocaban en los tricornios de los austracistas.
- En esta sala destaca la gran maqueta que le da nombre, El Abrazo de Vergara, que muestra a las tropas carlistas e isabelinas el 29 de agosto de 1839 presenciando la firma de la paz de la primera guerra carlista entre el general carlista Maroto y el general isabelino Espartero

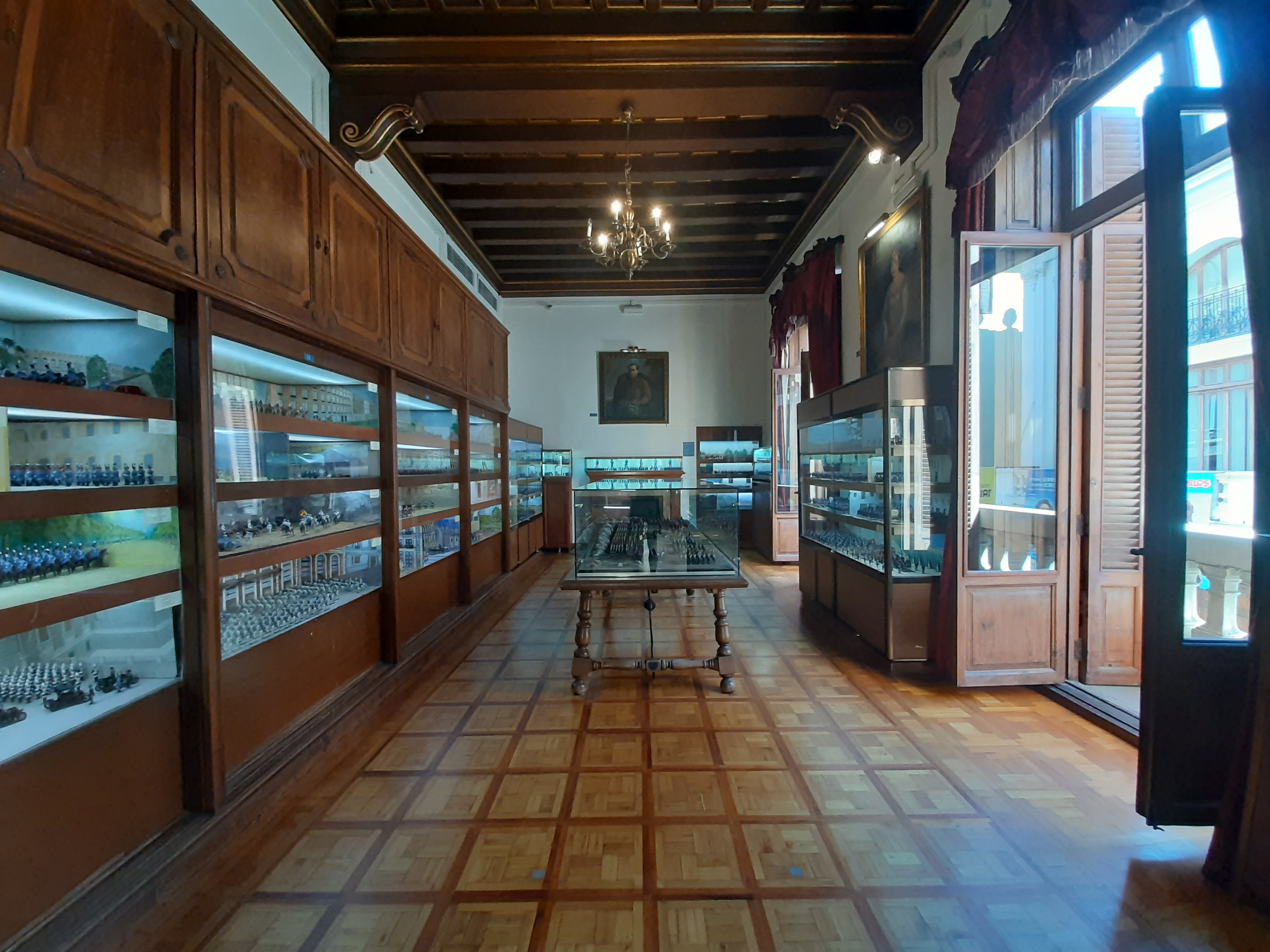
En esta sala destaca la gran maqueta que le da nombre, El Abrazo de Vergara, que muestra a las tropas carlistas e isabelinas el 29 de agosto de 1839 presenciando la firma de la paz de la primera guerra carlista entre el general carlista Maroto y el general isabelino Espartero

La sala Tirant, donde en un afán por fomentar la cultura valenciana, el museo reproduce, a modo de homenaje, un pasaje de la primera novela de caballería conocida de España, Tirant lo Blanch, escrita en valenciano por Joanot Martorell y publicada en 1490.
 El diorama expuesto escenifica al detalle el torneo de Tirant en Inglaterra, aunque con una pequeña licencia histórica, ya que los caballeros que le acompañan pertenecen en este caso a nobles familias valencianas.

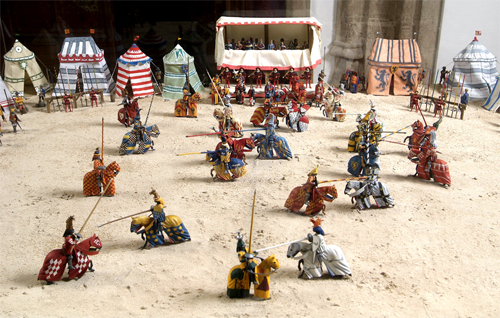
Tirant lo Blanc. Autor Ares

- La sala Almansa, con gran número de guardias y el diorama de la Batalla de Almansa. La muerte sin descendencia de Carlos II y la designación de Felipe de Anjou, heredero también del trono de Francia, como su sucesor, desencadenó la Guerra de Sucesión Española, en la que se vio envuelta prácticamente toda Europa por el temor a la hegemonía francesa en el continente. En el diorama expuesto, más de 10.000 figuras recrean con absoluto rigor la Batalla de Almansa, decisiva para la victoria final de Felipe V y, en consecuencia, para la entronización de la Casa de Borbón en la Corona de España.

- La sala Victoria Eugenia, con diferentes dioramas de acontecimientos acontecidos en esta época histórica.

- La sala de Prehistoria, que comprende desde el Jurásico hasta el Paleolítico. Entre las escenas representadas destacan una caza de un mamut y otra de caballos, inspirada ésta en el arte rupestre levantino. Concretamente, se ha extraído de una pintura rupestre localizada en la comarca del Maestrazgo (Castellón).

- La sala de Antigüedad, la cual incluye series de sumerios, egipcios, asirios, babilonios, cartagineses, griegos, romanos e íberos. Divida en dos salas, contiene dioramas que reproducen una carrera de cuadrigas, una batalla de Aníbal contra las legiones romanas, el baño de Popea e, incluso, el asesinato de Julio César o la Batalla de Kadesh.

- La sala Napoleónica contiene piezas de numerosos fabricantes pero en ella predominan marcas como Alymer (serie Miniplom), King and Country, Almirall y Tommy Atkins, Dando así presencia a creadores nacionales e internacionales, recientes y antiguos para que el visitante disfrute de un elenco variado de piezas. Destacan por su antigüedad y singularidad las piezas de Lucotte contemporáneas al mismo Napoleón: se trata del primer fabricante de soldaditos de plomo de bulto (es decir en 3D) y presentamos aquí piezas rarísimas pues se trata de la misma serie que formó parte de las que Napoleón regaló a su hijo el rey de Roma Napoleón Francisco José Carlos Bonaparte o Napoleón II. La exposición muestra tres grandes maquetas de batallas de Napoleón: la mayor sobre la batalla de Austerlitz, otra sobre la retirada de Rusia de Napoleón y la tercera sobre Waterloo. Asimismo en las vitrinas de la sala se muestran diversas escenas de batallas y de la vida cotidiana de los ejércitos de la época napoleónica. Todo ello viene acompañado con uniformes y efectos militares algunos reales y otros copias modernas. Finalmente láminas y material gráfico completan esta sala.

- La sala de la vida cotidiana muestra miniaturas que van más allá de la historia de los acontecimientos para entrar en la de los mitos y los simples hechos de cada día. El cómic en miniatura con Tintín, Lucky Luke, Corto Maltés y muchos más héroes apreciados por niños grandes y pequeños. El cine con sus personajes de Disney, los clásicos como Charlot, Drácula y Lawrence de Arabia, los modernos superhéroes de Marvel con los 4 Fantásticos a la cabeza, o el cine más actual con Neo de Matrix, Predator, Terminator y Robocop que admirará a los nuevos cinéticos. La vida cotidiana más usual aparece con sus oficios de panadero, pastelero, carnicero etc... Los años 70 y la cultura pop. El pintor y su obra descubre a Van Gogh, Gauguin y Cézanne. Los deliciosos figurines de moda de la marca Pixi presentan las creaciones de los iconos de la alta costura como Balenciaga, Yves Saint Laurent o Jean Paul Gaultier.

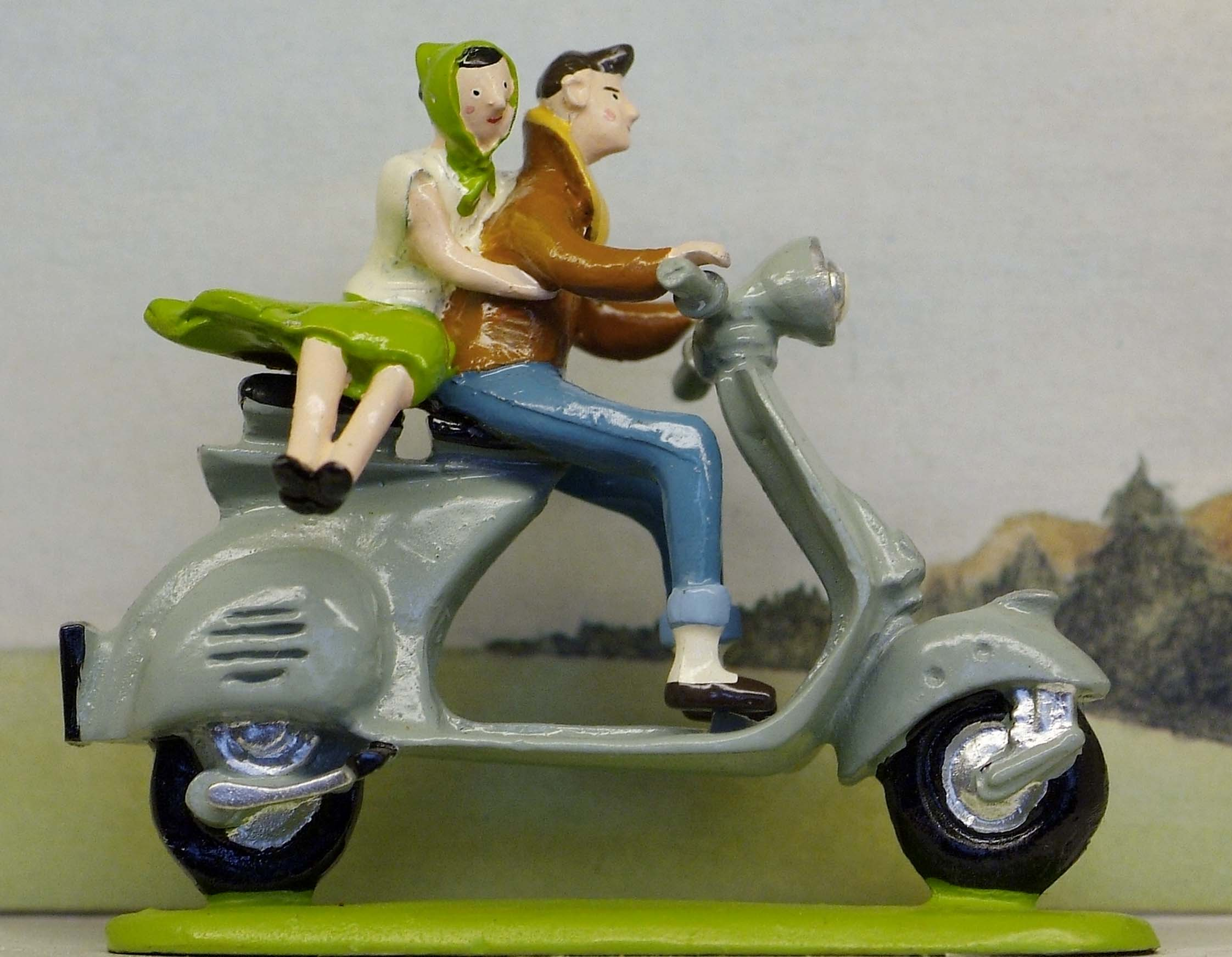
Fin de semana. Autor: Pixi

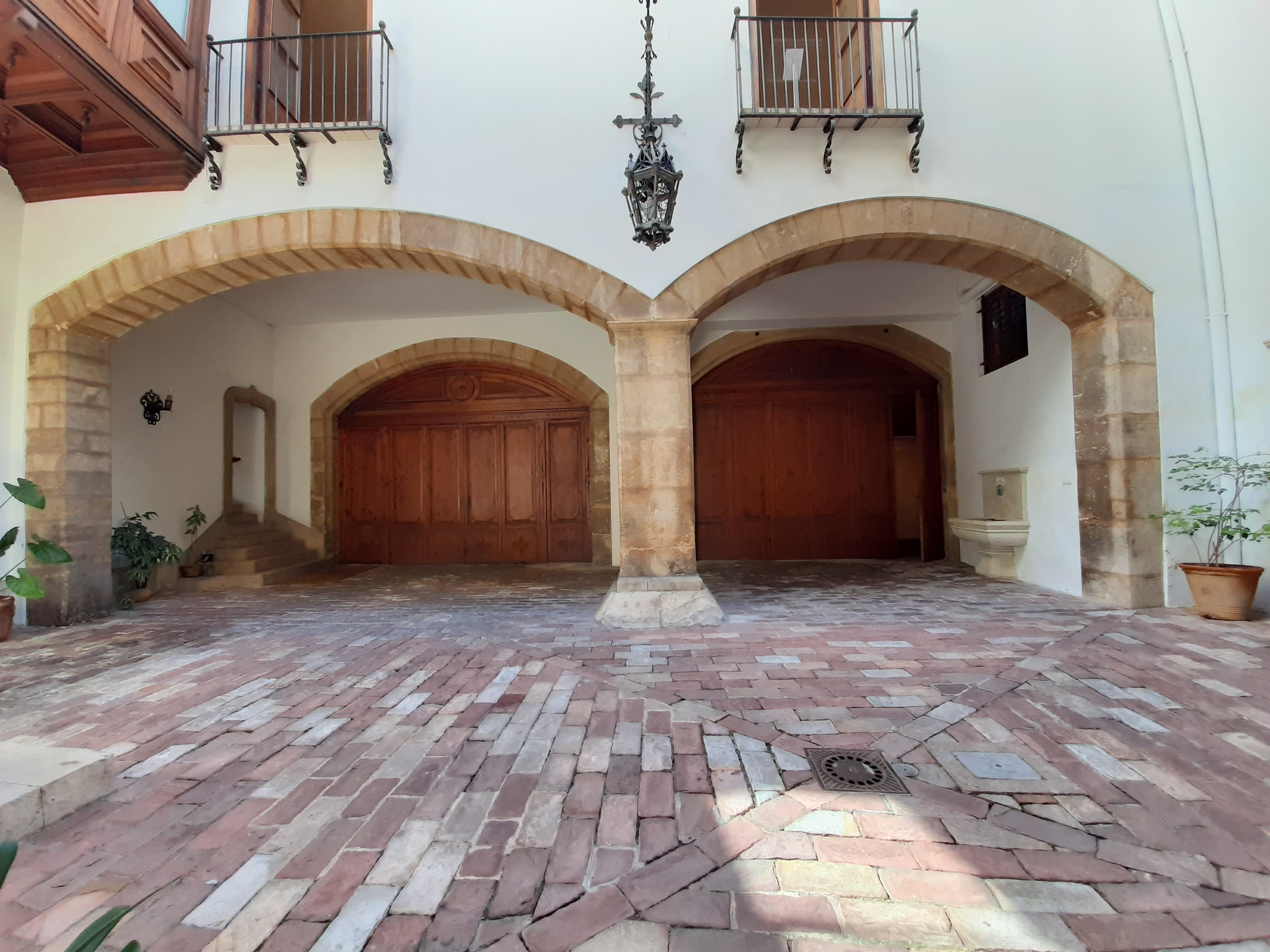
El segundo tramo del patio de acceso se encuentra al descubierto y presenta en su lado derecho estos arcos escarzanos que, antaño, dieron acceso a las antiguas caballerizas del palacio

- La sala llamada Abrazo de Vergara por el diorama central que rememora el acontecimiento protagonizado por los generales Maroto y Espartero, que simbolizó el fin de la Primera Guerra Carlista, siendo esta una recreación completa, ya que en otros museos se representa parcialmente. Se puede contemplar, a su vez, la época de colonialismo español desde la Conquista del Nuevo Mundo pasando por Filipinas, Cuba o el norte de África, y la Guerra Civil.

- La sala Colecciones valencianas que reúne series de soldados españoles desde las guerras carlistas hasta la Guerra Civil realizadas por artistas valencianos como Vicente Juliá, alias Chauve, Vicente Mallol o Ángel Comes cuya fábrica de Burjasot (Alymer) llegó a ser considerada como la más importante de España, y quizás del mundo, en cuanto a producción y catálogo de figuras. También incluye una serie de Tello que resume la historia del soldadito de plomo y que está tallada a mano en madera de balsa.

- La sala de la Edad Media muestra una pequeña parte de las joyas de la colección de miniaturas históricas. Se inicia con Jaime I, rey de Aragón, de Mallorca y de Valencia y conde de Barcelona en su entrada a Valencia según los frescos del Castillo de Alcañiz. Luego aparece una gran selección de figuras de las órdenes de caballería: templarios, hospitalarios, caballeros teutónicos y de Santiago. La batalla de Poitiers de 1356 impresiona con sus certeros arqueros ingleses y la historia del inicio de la artillería nos informa del paso de las armas arrojadizas a la pólvora. La historia de Al-Ándalus está bien representada con tropas de los Califas de Córdoba Abderramán III y al-Hakam II; aparece también Almanzor con sus huestes y reyes de la taifa de Valencia como Abd al-Aziz al-Mansur Modafar, Abd al Aziz ibn Amir o el famoso Rey Lobo. Algunas exquisitas escenas realizadas por Alymer en su serie Miniploms representan la toma de Granada por los Reyes Católicos, la Batalla de Covadonga con Don Pelayo al frente o un torneo medieval. Los cruzados asaltando un castillo, caballeros normandos, guardias de reyes de Castilla como Fernando III o Pedro IV, la tienda de Atila o Arturo y los caballeros de la mesa redonda completan esta variopinta vitrina. Finalmente de la casa Chivalry presentamos la Batalla de Crecy de 1346 y un impactante torneo medieval. El encuentro entre Saladino y Ricardo Corazón de León ante el Kerak de los caballeros realizado con antiguas figuras de CBG-Mignot da paso a un simbólico encuentro entre Isabel de Castilla y Fernando de Aragón con sus respectivas guardias.

La Tienda-Librería L’Iber está ubicada en el mismo museo. En ella se puede encontrar figuras en miniatura de coleccionismo, modelismo, maquetas y reproducciones de objetos. La joyería antigua de los museos más emblemáticos del mundo se puede encontrar en la tienda Gatopardo, ubicada a la salida del museo.
Esta librería dispone de un fondo bibliográfico pequeño y especializado continuamente actualizado con las últimas novedades en novela y ensayo históricos así como títulos de literatura infantil.

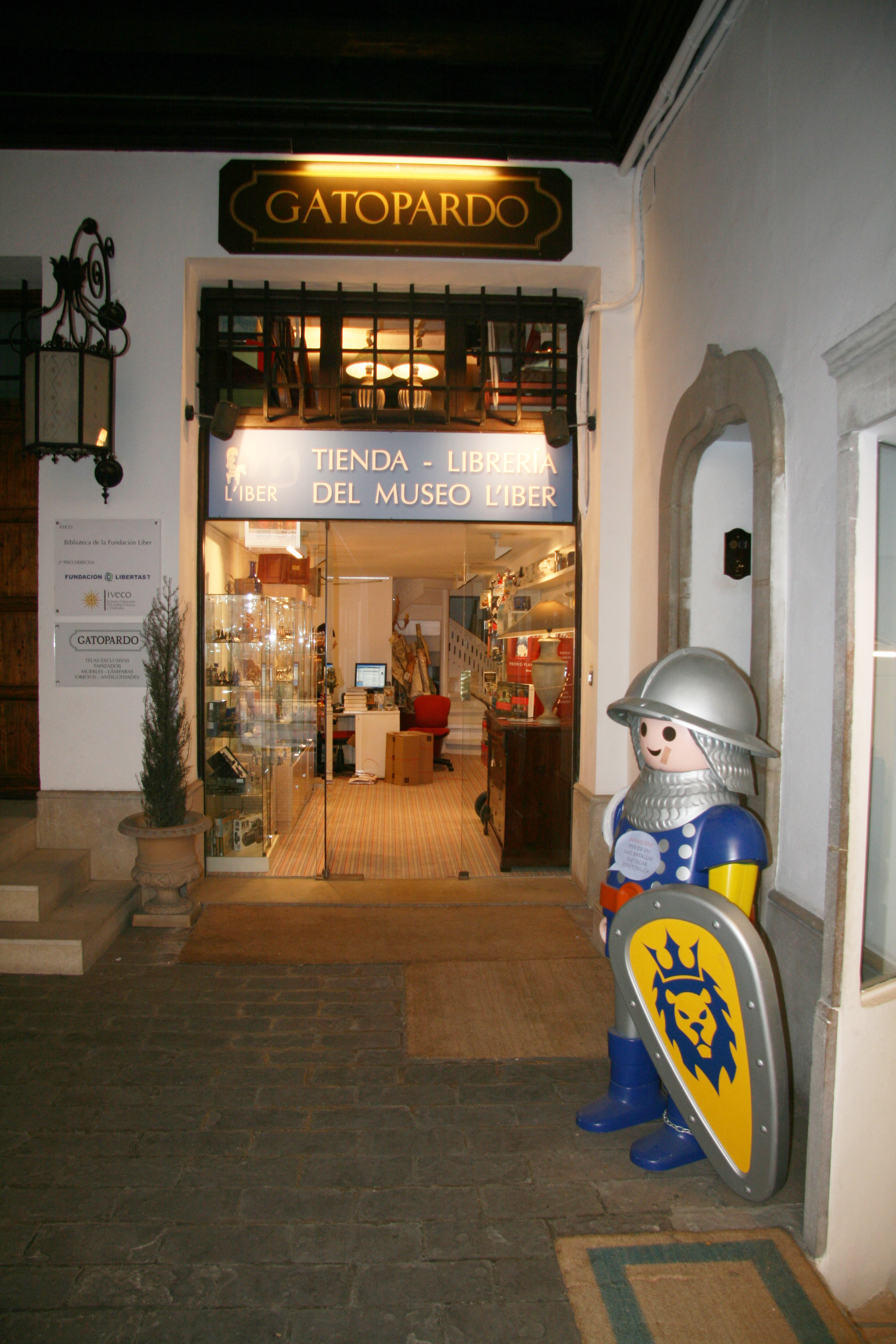
Tienda-Librería del Museo l'Iber

## Referencias

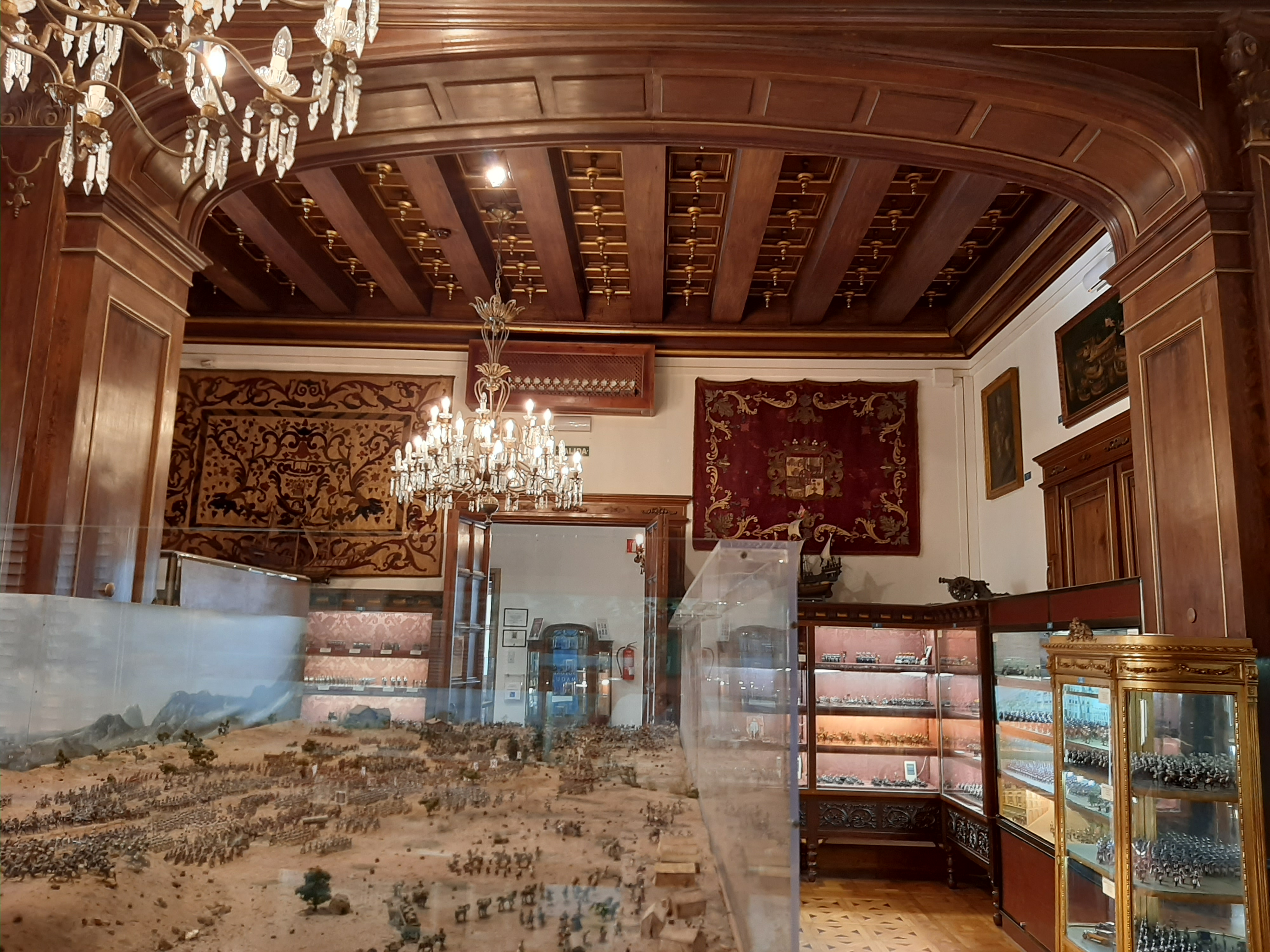
La sala de la Batalla de Almansa contiene una inmensa maqueta de unos 3 m. x 5 m. la primera y mayor reproducción realizada de este gran hecho histórico, con gran fidelidad en el estudio de la uniformología y de la disposición de las tropas